# Somalis brasileira
Somalis brasileira é uma raça de ovelha desenvolvida na região nordeste do Brasil.

## História
A Somalis brasileira tem como origem a ovelha Somalis da África, na região denominada "corno da África" que abrange a Somália, Quênia e a Etiópia, sendo que sua introdução ocorreu em 1939 no Rio de Janeiro. Porém não se adaptaram bem e foram levados ao nordeste. Naquela região, os animais se adaptaram e adquiriram algumas características próprias que as diferenciam dos seus ancestrais.

## Características
A raça pertence ao grupo de animais de "garupa gorda", que é um depósito de gordura que se desenvolve no rabo. É de dupla aptidão para carne e couro, destacando-se por ser muito rústica, reduzindo bastante os custos de criação. Por ter se desenvolvido no semiárido nordestino, se adapta bem a regiões de muito calor e adaptado para digestão de vegetação nativa, conseguindo sobreviver bem digerindo gramíneas, folhas e ramos secos quando criado em regime extensivo explorando a vegetação nativa.
São considerados ovelhas de porte médio, com machos adultos pesando de 40 a 60 quilos e fêmeas adultas pesando de 30 a 50 quilos.
São ovelhas muito prolíficas.

## Distribuição do plantel
A grande maioria dos animais estão concentrados no nordeste brasileiro.

## Melhoramento genéticos
A raça é pouco estudada, necessitando de mais estudos para se verificar, com exatidão, suas qualidades e a criação de um programa de melhoramento das características consideradas vantajosas para a Somalis brasileira.